# Массовые беспорядки в Чимкенте (1967)
Массовые беспорядки в Чимкенте, также Чимкентский бунт — волнения, произошедшие в казахском городе Чимкенте с 13 по 14 июня 1967 года, когда около тысячи человек разгромили здания силовых структур города. Поводом к началу волнений послужили слухи об убийстве работниками милиции шофёра Остроухова.
Причинами этих событий были, глубокий социальный кризис в городе, напряженная ситуация с коррупцией в правоохранительных органах, и бездействие местной власти. Массовые беспорядки в Чимкенте стали наиболее крупными волнениями в СССР за весь период брежневского правления. За участие в волнениях сорок три человека были привлечены к уголовной ответственности.
Чимкентский бунт был подавлен силами 15-й отдельной бригады специального назначения, против протестующих было применено огнестрельное оружие, было убито семь человек и ещё пятьдесят получили ранения.

## Предыстория
Накануне чимкентского бунта в СССР было зафиксировано увеличение количества преступлений. Согласно письму министра охраны общественного порядка Н. А. Щёлокова в ЦК КПСС, в 1966 году сотрудники ООП зарегистрировали 888 тысяч преступлений, что на 18% больше, чем в 1965 году, количество уголовных преступлений увеличилось на 24,6% и составило 640 тысяч происшествий. Согласно этим данным, рост преступности в Казахской ССР составил 35,6%, что являлось самым высоким показателем среди других республик. Одновременно с этим, анализируя политические настроения в Казахстане, в период прихода к власти Л. И. Брежнева, в МООП отмечали рост национализма «между студентами и интеллигенцией на территории республики».
Чимкент в 1967 году был промышленным городом с населением более 100 тысяч человек. Одновременно с экономическим подъёмом, в городе наблюдался и всплеск преступности, наличие достаточно большого процента людей, имевших криминальное прошлое, среди городского населения, привело к процветанию спекуляции и воровства. В Чимкенте находилось несколько пенитенциарных учреждений, большое количество людей, отбывших наказание работало на закрытых предприятиях города. Согласно докладной записке по городу Чимкенту от областного управления ООП, на 100 000 населения города, в нём было более 2 000 бывших заключенных, 4 500 человек с алкогольной и наркотической зависимостью, 2 000 лиц без определённого места жительства. Отмечалось также большое влияние криминалитета на простых обывателей, особенно на выходцев из сельской местности, приехавших в Чимкент на работу, которые в процессе контактов с людьми, имевшими уголовное прошлое, быстро перенимали их «понятия» и манеру общения. Имело место и развитие наркоторговли — город становился одним из крупнейших центров наркотрафика в стране.
Одновременно с этим, наблюдался и рост коррумпированности в милицейской среде, об этом, в частности, упоминал в своих воспоминаниях тогдашний руководитель Чимкентского обкома В. А. Ливенцов. Сотрудники госавтоинспекции обложили водителей поборами, изымали у них водительские удостоверения, оставляя их у себя, а не сдавая в управление. Во время проверок, после произошедших в городе беспорядков, у отдельных инспекторов обнаружили до 70 удостоверений, которые они изъяли за 3–4 месяца до чимкентского бунта.

## Ход событий
В ночь с 12 на 13 июня 1967 года в городской вытрезвитель был доставлен, обнаруженный пьяным на улице, водитель автопарка В. Я. Остроухов, 1938 года рождения. 13 июня в 6 утра его нашли мёртвым во время осмотра. Областной судмедэксперт В. И. Нестеров, производивший вскрытие тела, указал причиной смерти кровоизлияние в мозг, на фоне гипертонической болезни усугублённой сильным пьянством. Допрошенный дежурный инспектор К. Куралбаев показал, что доставленный в вытрезвитель Остроухов передвигался самостоятельно и сам разделся, он проснулся около 3 часов ночи и попросил вывести его на улицу. Последним с Остроуховым разговаривал фельдшер около 5 часов утра.
Утром 13 июня, после того, как тело Остроухова было доставлено в морг, туда прибыл директор автопарка № 1 А. Альжанов, который узнал о происшествии от своего секретаря, во время осмотра Альжанов видел следы телесных повреждений на покойном. После возвращения Альжанова из морга, собравшиеся сотрудники автопредприятия во главе с главным инженером потребовали от него информацию о причине смерти Остроухова. Полученные объяснения от начальника автопарка их не удовлетворили и они стали настаивать на проведении повторной экспертизы тела Остроухова. Во дворе автопарка образовался стихийный митинг, водители заблокировали выезд транспортных средств с территории автопредприятия. В автопарк прибыл глава автотреста Примаков, который безуспешно пытался успокоить митингующих и заставить их выйти на работу, вскоре приехали партийные функционеры — секретарь обкома по промышленности Попов и 1-й заместитель председателя облисполкома Бердалиндер, которые также безуспешно пытались воздействовать на протестующих. Среди работников автопарка особенно активно действовали — И. И. Гринтер, который запер ворота автопарка и препятствовал другим водителям выйти на работу и А. Мамедов который заявил, что «Остроухова убила милиция».
Из-за нестыковок официальной версии смерти Остроухова с заявлениями людей видевших его тело, среди работников автопарка укрепилось мнение, что Остроухова убили нечистые на руку милиционеры, вымогая деньги. Известие о «шофёре, убитом милицией» быстро распространилось среди водителей соседних автопредприятий. В Чимкенте было 3 автопарка — автоколонна, таксопарк и автобусный парк. Водители решили встретиться с милицией и выяснить правду. Автопарковый партком пытался сделать это организованно и даже предупредил горком партии, который мобилизовал комсомольцев для обеспечения безопасности и отправил их к зданию городского отдела милиции.
Колонна митингующих из района автопарка, выдвинулась к городскому отделу ООП, её маршрут проходил около центрального рынка, где к колонне начинают присоединяться другие люди. Возле рынка снова начался стихийный митинг, так как многие торговцы, также выражали своё недовольство действиями сотрудников милиции. 1-й секретарь обкома Ливенцов немедленно приехал на рынок в сопровождении заведующего общим отделом Кобылкова и попытался успокоить возмущённых горожан. Однако его действия не возымели нужного эффекта и он был вынужден уехать, столкнувшись с угрозой для своей жизни. К этому времени, о событиях происходящих в городе уже было проинформировано руководство КГБ и МООП республики и страны и когда Ливенцов вернулся в обком ему уже звонил 1-й секретарь ЦК Компартии Казахстана Д. А. Кунаев.
В четыре часа дня, толпа подошла к зданию горотдела. По дороге бунтовщики избивали попавшихся им на пути сотрудников милиции, переворачивали и поджигали милицейские машины и мотоциклы. Многие участники беспорядков уже находились в состоянии алкогольного опъянения. Согласно материалам уголовного дела, несмотря на то, что среди активистов бунта были праздные люди, которые присоединились к общей массе из любопытства, большинство из них принадлежало к криминализированной части общества или находились под влиянием преступного мира. В процессе расследования было установлено, что в беспорядках принимало участие около сорока молодых людей в возрасте 20—30 лет, под руководством более зрелых мужчин с уголовным прошлым, которые были членами местных молодёжных преступных группировок, разделивших город на сферы своего влияния. В Чимкенте драки между такими группировками в 60-е годы стали обычным явлением. Кроме того, в беспорядках принимали участие несколько человек, избежавших, впоследствии, уголовного преследования по причине невменяемости и состоявшие на учете в психоневрологическом диспансере. Активное участие криминального элемента, быстро превратило достаточно мирную вначале демонстрацию в агрессивную толпу, бунт принимает явную «антимилицейскую» направленность.
Подстрекаемые активистами, бунтовщики начали штурм городского отдела милиции, который вскоре был полностью сожжён, нападавшими активно использовались бутылки с зажигательной смесью. Милиционеры не оказали никакого сопротивление, что подстегнуло толпу к ещё более активным действиям. Спустя некоторое время бунтовщики перешли к зданию областного управления милиции, которое также было полностью разгромлено и сожжено. Чтобы избежать расправы со стороны разъярённых людей, сотрудники милиции переодевались в гражданское и в спешке покидали здание. Руководство областного ООП несколько раз запрашивало у 1-го секретаря обкома В. А. Ливенцова разрешение на применение огнестрельного оружия, но каждый раз получало категорический отказ.
В 19 часов бунтовщики направились к зданию СИЗО, с целью освобождения заключённых. Восставшие проломили ворота изолятора пожарной машиной, захваченной у прибывших на место беспорядков пожарных, и пытались также проломить ею и стену СИЗО, но были встречены автоматным огнём со стороны охраны, и подоспевших позднее военнослужащих внутренних войск. Потерпев неудачу со взятием тюрьмы, толпа разгромила и сожгла ещё несколько административных зданий, но осада и попытки штурма СИЗО продолжались до 1-30 часов ночи 14 июня. Среди фигурантов дела, были люди кровно заинтересованные в освобождении заключённых, например, П. Анпилогова призывала нападавших освободить из СИЗО её сына.
К вечеру 13 июня, после того как ситуация в Чимкенте вышла из-под контроля, после телефонного разговора В. А. Ливенцова с Л. И. Брежневым, секретарь ЦК КПСС А. П. Кириленко вылетел в Ташкент, так как по техническим причинам аэропорт Чимкента не мог принимать большие самолёты. Утром 14 июня Кириленко и 1-й секретарь ЦК Компартии Казахстана Д. А. Кунаев прибыли в Чимкент, в этот же день в город прилетел министр охраны общественного порядка Н. А. Щёлоков.
В 22 часа 13 июня В. А. Ливенцову позвонил 1-й секретарь ЦК Компартии Узбекистана Ш. Р. Рашидов и сообщил, что в Чимкент направлены войска во главе с заместителем командующего Туркестанским военным округом генералом Г. И. Салмановым. Для подавления беспорядков в городе использовалась 15-я отдельная бригада специального назначения, дислоцированная под Ташкентом. В Чимкент была введена бронетехника. В 1-30 часов 14 июня толпу оттеснили от стен СИЗО, а к 3 часам город был полностью взят под контроль. При подавлении выступления было применено огнестрельное оружие, всего было убито семь и получили ранения пятьдесят человек.
Ю. М. Чурбанов, впоследствии, оправдывал расстрел протестующих в Чимкенте тем, что по его словам, войска стреляли не в народ, а в «преступников, посягавших на честь народа» и, этими действиями, солдаты защитили людей от «пьяной толпы, штурмовавшей местный отдел милиции и городской комитет партии».

## Последствия
Уже 14 июня экспертами судебной медицины С. М. Сидоровым и О. И. Макаряном была произведена повторная судебно-медицинская экспертиза тела Остроухова, эксперты обнаружили закрытую черепно-мозговую травму, после удара нанесённого твёрдым предметом с правой стороны головы погибшего, при повторном обследовании признаков гипертонической болезни выявлено не было. Они также подтвердили первоначальную причину смерти, установленную В. И. Нестеровым — кровоизлияние в мозг.
В ходе проведения следственных мероприятий, по подозрению в причастности к смерти Остроухова, был арестован С. Сыздыков 1948 года рождения. По показаниям Сыздыкова, 12 июня в 10 часов вечера, возвращаясь от знакомого, он обнаружил в подъезде своего дома мужчину, который угрожал ему ножом, находясь в состоянии сильного алкогольного опъянения. После нескольких попыток, Сыздыкову удалось отобрать у него нож, далее в процессе конфликта, Сыздыков нанёс ему слева удар, от которого он упал, ударившись головой о лестничный пролёт. Так как мужчина находился в бессознательном состоянии, Сыздыков вынес его на улицу, где попытался привести его в сознание. После этого, Сыздыков позвонил в милицию и сообщил о пьяном мужчине во дворе. На судебном процессе государственный обвинитель В. И. Борисов, в своей речи представил Сыздыкова главным виновником произошедших в Чимкенте беспорядков, Сыздыков был обвинён в умышленном убийстве В. Остроухова и приговорен к высшей мере наказания. После подачи адвокатом А. Э. Смолкиным кассационной жалобы, Верховный суд Казахской ССР отменил этот приговор и заменил его лишением свободы на 8 лет.
Чимкентский бунт обнажил глубокий социальный кризис в Казахской ССР, напряженную ситуацию с коррупцией в правоохранительных органах, произвол в партийных органах на местах. Организованное выступление против власти, парализовало местные органы управления, были зафиксированы случаи бегства сотрудников милиции из города. В ходе следствия были выявлены многочисленные случаи взимания взяток с водителей со стороны милиции. На прошедшем вскоре после беспорядков заседании бюро обкома, был снят со своего поста первый секретарь горкома К. Берестимов. Начальник областного ООП генерал милиции С. Юсупов также подал в отставку. Для расследования причин возникновения массовых беспорядков в город была направлена бригада ЦК КПСС под началом Н. Е. Цыганника, следствие по делу проходило в течение нескольких месяцев.
Всего в массовых беспорядках в Чимкенте приняло участие около тысячи человек, что делает их наиболее крупными выступлениями в СССР за весь период брежневского правления. За участие в беспорядках сорок три человека были приговорены к различным срокам тюремного заключения. В ходе расследования в деле фигурировало много фотографий, якобы сделанных некоей юной фотолюбительницей во время этих событий, в своей книге «Моё время» В. А. Ливенцов так описывает эту историю:
Большую помощь следствию оказала ученица одной из школ города, которая увлекалась фотосъёмкой. Она целый день и ночь ходила по самым горячим местам событий и из любопытства незаметно фотографировала всё происходящее, особенно поджоги машин, наиболее ретивых смутьянов, «метателей» бутылок с бензином во двор тюрьмы. Потом девочка проявила плёнки и показала их отцу. Поняв значение снимков, он передал их начальнику облуправления КГБ Газизову, что очень помогло следствию.
Из протокола допроса Р. С. Юсупова, старшего специалиста научно-технического отдела Чимкентского областного управления общественного порядка, следует, что фотографии были сделаны Юсуповым и лейтенантом милиции Напиловым, по приказу начальника отдела майора милиции Сергеева. Для выполнения задания Юсупов и Напилов использовали квартиры, расположенные в домах напротив мест, где происходили беспорядки, некоторые снимки были сделаны ими с вышек вокруг СИЗО.
Массовые беспорядки в Чимкенте долгое время замалчивались в СССР, они были известны в основном только по воспоминаниям участников этих событий. Кратко упоминались в зарубежной историографии, однако из-за отсутствия архивных данных эта тема не изучалась. Только после распада Советского Союза чимкентский бунт стал обсуждаться в СМИ, но как правило в этих публикациях отсутствовали какие-либо ссылки на источники данных. Беспорядки в Чимкенте упомянуты в работах В. А. Козлова, в воспоминаниях В. А. Ливенцова, занимавшего в 1967 году должность 1-го секретаря Чимкентского обкома. Только в настоящее время начинают проводиться более серьёзные исследования произошедшего на основе архивных документов.